# Caladenia conferta
Caladenia conferta är en orkidéart som beskrevs av David Lloyd Jones. Caladenia conferta ingår i släktet Caladenia och familjen orkidéer.
Artens utbredningsområde är Sydaustralien. Inga underarter finns listade i Catalogue of Life.